# Pierre Braun (historien)
Pierre Braun, né le 3 avril 1881 dans le 7e arrondissement de Paris et mort pour la France à Metz dans le département de la Moselle le 27 mars 1922, est un historien de la Lorraine du XXe siècle. Son nom est inscrit au Panthéon parmi les 560 écrivains morts au combat pendant la Première Guerre mondiale.

## Biographie
Pierre Léon Braun, né le 3 avril 1881 au no 171 de la rue de Grenelle à Paris est le fils de Charles Braun (1849-1913), employé au Ministère des Postes et Télégraphes et de Mélanie Valentine Spire (née en 1853).
Issu d'une famille lorraine, il est d'abord scolarisé au lycée Michelet à Vanves puis au lycée de Nancy à partir de 1890 lorsque sa famille revient s'y installer définitivement. Brillant élève, il reçoit le 6e accessit d'histoire au concours général en 1898,. Il passe une licence ès lettres à Nancy et prépare en même temps le concours d'entrée à l'École spéciale militaire de Saint-Cyr. Sa licence obtenue en 1899, il abandonne ses ambitions militaires, et ayant obtenu une bourse nationale de mérite, il entre au lycée Louis-le-Grand à Paris pour préparer le concours d'entrée à l'École normale supérieure où il est reçu en 1902,.
Avant de commencer sa formation, il doit effectuer une année de service militaire au 69e régiment d'infanterie à Nancy d'où il sort avec le grade de caporal. Il reprend ses études à l'École normale supérieure en 1903 et en sort diplômé et agrégé d'histoire en 1906. Sa thèse de fin d'études sur La Lorraine pendant le gouvernement de La Ferté-Senectère (1643-1661) est couronnée par le prix Dupeux de l'Académie de Stanislas en 1907 et publiée par la Société d'archéologie lorraine.

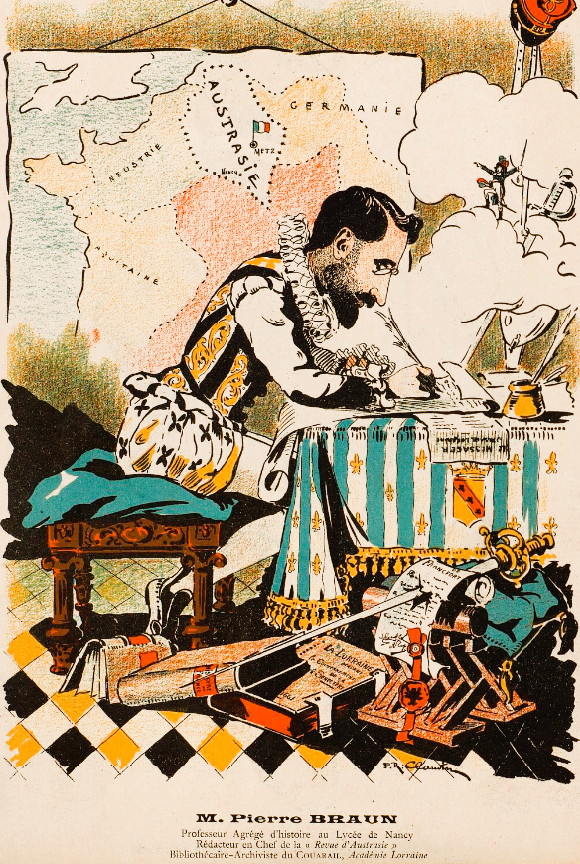
Pierre Braun, Le Cri de Nancy, 1909

La même année, il est nommé lieutenant de réserve et professeur d'histoire et de géographie au lycée Henri Poincaré de Nancy où il prépare à son tour les candidats à Saint-Cyr. En parallèle, il travaille à sa thèse de doctorat sur la Révolution de 1848 en Lorraine dont des fragments sont publiés dans les Annales de l'Est et le bulletin de la Société archéologique de Lorraine. Il collabore à de nombreux périodiques traitant de l'Alsace et de la Lorraine comme Les Marches de l'Est, dont il est rédacteur en chef, Le Messager d'Alsace Lorraine, les Cahiers alsaciens, les Questions diplomatiques et coloniales, Le Pays lorrain et écrit la rubrique « Lettre d'Alsace-Lorraine » pour L'Énergie française.
Il épouse Joséphine Jeanne Geneviève Charier (1890-) le 29 août 1913 à Toul. Il est rappelé lors de la mobilisation comme lieutenant de réserve au 69e régiment d'infanterie, quelques semaines avant la naissance de leur premier enfant. Blessé par balle à la cuisse au cours d'une reconnaissance dans la forêt de Grémecey le 9 août 1914, il est évacué vers l'hôpital de Nancy. Rentré du dépôt, il est affecté au commandement de la 3e compagnie le 30 octobre, participe aux combats dans la région d'Ypres en Belgique et obtient une citation à l'ordre de l'armée : « le 13 novembre 1914, au combat de Saint-Éloi, quoique se trouvant dans des conditions difficiles, n'a pas hésité à s'élancer avec sa compagnie au secours d'une unité voisine, la sauvant ainsi d'une destruction certaine. S'est fait remarquer sans cesse par son esprit d'endurance, de devoir et de décision ».
Nommé capitaine en mai 1915,, il est à Neuville-Saint-Vaast lorsque la première nappe de gaz asphyxiants arrive sur les lignes françaises non-équipées de masques en juin 1915. Particulièrement touché, il est affecté à l'état-major du régiment à Réchésy dans les services de renseignements de Pierre Bucher et y rédige chaque jour des notes sur l'état de l'opinion allemande jusqu'à la fin de la guerre,,, ce qui lui vaut d'être décoré Chevalier de la Légion d'honneur en avril 1917.
Après l'armistice, il est affecté au Haut-commissariat d'Alsace et de Lorraine au sein duquel il dirige et rédige en grande partie jusqu'en mai 1919 le Bulletin de presse. Démobilisé en juin 1919, il est nommé professeur d'histoire au lycée de Metz. Il est admis comme membre titulaire de la Société d'histoire de la Lorraine et du Musée lorrain en mai 1906, membre correspondant de l'Académie de Stanislas en 1917 et devient membre de l'Académie nationale de Metz en 1919.
Il consacre alors toutes ses forces à faire revivre l'idée française et la patrie lorraine auprès de ses élèves et du public messin au travers de conférences sur l'histoire diplomatique de l'Europe après 1870.
Le mal qui le ronge depuis son exposition aux gaz toxiques le rend aphone et incapable de parler en public : il doit cesser d'enseigner à partir d'avril 1920. Ne pouvant plus parler, il continue à écrire et à collaborer à diverses revues régionales, notamment Le Pays lorrain qui publie sa Chronique du pays messin, jusqu'à sa mort le 27 mars 1922,.

## Œuvres principales
- La Lorraine pendant le gouvernement de La Ferté-Senectère (1643-1661), thèse de fin d'études, 1906
- L'Évolution de l'Alsace-Lorraine (1871-1910), 1910

## Distinctions
- Chevalier de la Légion d'honneur, arrêté du 14 avril 1917[23]. La citation qui accompagne sa distinction dans l'ordre la Légion d'honneur précise que : « Après avoir brillamment commandé une compagnie aux armées, rend dans les délicates fonctions qui lui sont confiées des services exceptionnels »[24].
- Officier d'académie, arrêté du 21 août 1919[25]
- Croix de guerre 1914–1918, étoile de bronze
- Croix de guerre, 13 Septembre 1920

## Hommages
- Le nom de Pierre Braun est inscrit au Panthéon dans la liste des 560 écrivains morts pour la France[26].
- Son nom figure sur une plaque commémorative posée en 1924 sur une arcature du lycée Fabert à Metz[27].